# 彭端淑
彭端淑（1699年—1779年），字儀一，號樂齋，四川眉州丹稜（今四川省丹棱縣）人，清朝道員、文學家。

## 生平
生於康熙三十八年（1699年）小時候勤學，又非常聰敏。他十歲能文，十二歲入縣學，與兄、弟彭肇洙、彭遵泗在丹棱萃龍山的紫雲寺讀書。清世宗雍正十一年（1733年）進士，授吏部主事。為人正直，不喜歡別人送禮物給他，任官期間深受百姓信賴，但也因品行端正而得罪不少大官。
乾隆十九年（1754年）出任廣東肇羅道道台，一個月時間騰清之前的三千餘件積案。
乾隆二十四年（1759年）運米到廣西不慎失足落水，幸而被救，乾隆二十六年（1761年）罷官。
晚年曾於成都錦江書院講學。
清高宗乾隆四十四年（1779年）離世。

## 家族
端淑出生於富庶家庭，祖父彭萬昆，軍功顯著。
和弟弟彭肇洙、彭遵泗有丹棱三彭之稱。

## 著作
著有《白鶴堂詩稿》、《白鶴堂文集》、《雪夜詩話》、《碑傳集》、《國朝文錄》、《小方壺齋輿地叢書》、《廣東通志》等書。臺灣國民中學國文教材選的〈為學一首示子姪〉，即為《白鹤堂文集》作品。